# 新兴街道 (许昌市)
新兴街道，是中华人民共和国河南省许昌市魏都区下辖的一个乡镇级行政单位。

## 行政区划
新兴街道下辖以下地区：
兴华社区、瑞金社区、运粮社区、庆华社区、潘窑社区、裴山庙社区、南关社区、工农社区、新兴社区和南环社区。